# Lao Yujing
Lao Yujing (en chino: 劳玉晶; Cantón, 1966–28 de enero de 2016) fue una deportista china que compitió en bádminton. Ganó una medalla de bronce en el Campeonato Mundial de Bádminton de 1985, en la prueba de dobles mixto.

## Palmarés internacional
| Campeonato Mundial | Campeonato Mundial | Campeonato Mundial | Campeonato Mundial |
| Año                | Lugar              | Medalla            | Prueba             |
| ------------------ | ------------------ | ------------------ | ------------------ |
| 1985               | Calgary (Canadá)   | Medalla de bronce  | Dobles mixto       |